# Podzemelie vedm
Peștera Vrăjitoarelor (în rusă Подземелье ведьм, transliterat: Podzemelie vedm) sau Sanctuarul Vrăjitoarelor este un film de fantezie științifică din 1989, produs de Studioul M. Gorki, Uniunea Sovietică și Studioul Barrandov, Cehoslovacia.
Scenariul a fost scris de Kir Bulîciov după o povestire a sa. Filmul a fost regizat de Iuri Moroz. Rolurile principale au fost interpretate de actorii Serghei Jigunov ca Andrei Bruce, Marina Levtova ca Belogurocika, Dmitri Pevțov ca Oktin Haș și Nikolai Karacențov în rolul cosmolingvistului Jean. Filmul a avut două nominalizări la Premiile Nika din 1991.
În sondajul celor mai bune filme ale anului realizat de Sovetski ekran, filmul ocupă locul 3 după documentarul Tak jit nelzîa („Nu poți trăi așa”) și Ha! Ha! Hazanov.

## Rezumat
O expediție interstelară este trimisă să studieze o planetă stranie numită Evur (Aberație Evolutivă), situată departe de Pământ. 
Această lume, asemănătoare Pământului, găzduiește creaturi din diferite perioade de timp ale planetei noastre - inclusiv mamuți, pterodactili, dinozauri, cai și păsări - și este populată de nativi aproape identici cu oamenii, care trăiesc într-o societate din epoca de piatră, dar care folosesc arme din metal. 
După un atac perfid al șefului de trib Oktin-Haș asupra bazei pământenilor, doar doi membri, inspectorul etnolog Andrei Brus și lingvistul Jean, supraviețuiesc și sunt luați prizonieri. 
Jean este escortat în Sanctuarul Vrăjitoarelor aflat pe un râu, unde îl duc ființe misterioase îmbrăcate în negru.
Andrei reușește să scape cu ajutorul unei fete de pe planetă, Billegurri (Lebăda Albă), și încearcă să-și salveze prietenul.
Având de înfruntat numeroase pericole, cei doi descoperă secretele planetei stranii, aflând în cele din urmă că o rasă extraterestră avansată a efectuat aici un experiment fără precedent pentru a contopi diferite epoci de timp. Cu toate acestea experimentul a eșuat datorită ambițiilor șefului de trib.

## Distribuție
- Serghei Jigunov — Andrei Bruce, Inspector (voce: Vladimir Antonik)
- Nikolai Karacențov — Jean Lemot, etnograf, traducător
- Dmitri Pevțov — Oktin-Haș, șef de trib (liderul sălbaticilor)
- Viacieslav Kovalkov - Krîlov, astronautul
- Marina Levtova — Billegurri (Belogurocika) - fiica și moștenitoarea liderului unui trib prietenos
- Igor Iasulovici — Konrad Jmuda, etnograf
- Andrei Leonov - copilot
- Anatoli Mambetov - Mut
- Janna Prohorenko - Ingrid Han, paramedic
- Willor Kuznețov - Lupul Alb
- Serghei Bîstrițki - fratele lui Billegurri
- Volodimir Talașko - Axel, etnograf
- Leonid Filatkin - U-Uș, ultimul neanderthalian

## Producție
Conform regizorului Iuri Moroz, temele principale ale filmului său sunt căutarea înțelegerii reciproce între oameni din epoci diferite și pericolul armelor care pot cădea în mâinile cuiva care nu înțelege puterea lor distructivă. Regizorul a recunoscut că s-a bazat pe munca producătorilor de film americani.
Filmările au avut loc în vara anului 1989 în Crimeea.